# إدواردو زامبرانو
إدواردو زامبرانو هو لاعب كرة قاعدة ولاعب كرة قدم إكوادوري، ولد في 1 فبراير 1966 في ماراكايبو في فنزويلا. شارك مع منتخب الإكوادور لكرة القدم. أما مع النوادي، فقد لعب مع إل. دي. يو. كيتو وشيكاغو كابز.

## وصلات خارجية
- إدواردو زامبرانو على موقعبيزبول رفرنس.كوم (الدوري الرئيسي) (الإنجليزية)
- إدواردو زامبرانو على موقعبيزبول رفرنس.كوم (الدوري الثانوي) (الإنجليزية)